# Chiến tranh Pháp – Tây Ban Nha (1635–1659)
Chiến tranh Pháp-Tây Ban Nha là một cuộc xung đột quân sự đã đẩy nước Pháp tham chiến trong Chiến tranh Ba mươi năm. Sau khi các đồng minh Đức của Thụy Điển buộc phải tìm kiếm các điều khoản với Đế quốc La Mã Thần thánh, vị Thủ tướng đầu tiên của nước Pháp, Hồng y Richelieu, đã tuyên chiến với Tây Ban Nha vì đất đai của Pháp bị lãnh thổ Habsburg vây quanh. Cuộc xung đột này là sự tiếp nối những mục tiêu của cuộc Chiến tranh Kế vị Mantova (1628–1631) trong đó Pháp xâm chiếm miền bắc nước Ý để chiếm hữu lãnh thổ thuộc chủ quyền của dòng Habsburg Tây Ban Nha. Cuộc chiến tranh này mãi đến năm 1659 mới chấm dứt thông qua Hòa ước Pyrénées.

## Bối cảnh
Suốt nhiều năm liền, Vương quốc Pháp dưới thời các Triều đại Valois và Bourbon, đã từng là kỳ phùng địch thủ của nhà Habsburg, vốn có hai nhánh cai trị Tây Ban Nha và Đế quốc La Mã Thần thánh. Phần lớn trong thế kỷ 16 và 17, Pháp phải đối phó với lãnh thổ Habsburg ở cả ba mặt; Hà Lan Tây Ban Nha về phía bắc, Franche-Comté trên biên giới phía đông, và Tây Ban Nha ở phía nam. Nhà Habsburg tự nhiên trở thành chướng ngại vật ngăn cản người Pháp mở mang bờ cõi, và khiến cho Pháp phải đối mặt với khả năng xâm lược từ nhiều phía. Chính vì vậy mà Pháp đã tìm cách làm suy yếu quyền kiểm soát các vùng đất này của nhà Habsburg.
Trong cuộc chiến tranh Ba mươi năm, gồm nhiều phe phái Tin Lành khác nhau đã đương đầu với thế lực của Đế quốc La Mã Thần thánh. Pháp bèn đứng ra chu cấp cho những kẻ thù của nhà Habsburg. Pháp đã hào phóng hỗ trợ một cuộc xâm lược Đế chế của Thụy Điển từ sau năm 1630. Sau một thời gian đạt được thành công phi thường, đại quân do Thụy Điển đứng đầu đã bị liên quân Tây Ban Nha và Đế quốc La Mã Thần thánh đánh bại trong trận quyết chiến ở Nördlingen vào năm 1634, khiến nhiều đồng minh của Thụy Điển bỏ chạy sang hàng ngũ Đế chế. Dù bản thân Thụy Điển vẫn tiếp tục chinh chiến nhưng lại không tránh khỏi lực lượng bị suy yếu trầm trọng. Nhằm đảm bảo những đồng minh chủ chốt vẫn tiếp tục cuộc chiến và mang lại một kết quả thuận lợi cho Pháp, vị Thủ tướng đầu tiên của nước Pháp là Hồng y Richelieu, đã quyết định đưa cả vương quốc của ông vào thế chủ động và tuyên chiến với Tây Ban Nha vào năm 1635.

## Diễn biến

### Giai đoạn đầu (1635–1648)
Cuộc chiến công khai với Tây Ban Nha được bắt đầu bằng một chiến thắng đầy hứa hẹn dành cho người Pháp ở Les Avins năm 1635. Năm sau quân Tây Ban Nha đóng tại miền Nam Hà Lan đáp trả bằng một loạt chiến dịch chớp nhoáng gây nên cảnh tàn phá ở miền bắc nước Pháp khiến quân Pháp choáng váng và biến nền kinh tế của vùng này vỡ vụn. Người Tây Ban Nha dự tính xâm chiếm Paris chỉ vì họ dàn trải binh lực trên lục địa quá lớn đã buộc phải đình chỉ cuộc xâm lược này lại. Khoảng lặng trong các cuộc tấn công của Tây Ban Nha đã cho Pháp một cơ hội tụ tập lực lượng và ép quân Tây Ban Nha phải lùi trở lại về biên giới phía Bắc. Họ còn gửi quân qua ngã Lorraine để tiến vào Alsace nhằm cắt đứt con đường Tây Ban Nha, tuyến tiếp tế quan trọng nối liền Hà Lan Tây Ban Nha sang chính quốc Tây Ban Nha thông qua cảng Genova vùng Địa Trung Hải. Năm 1640, tình trạng căng thẳng chính trị nội bộ gây ra bởi gánh nặng của cuộc Chiến tranh Ba mươi năm đã dẫn tới các cuộc nổi dậy đồng thời của Catalunya và Bồ Đào Nha chống lại Vương triều Habsburg Tây Ban Nha. Tây Ban Nha giờ đây phải chiến đấu trong hai cuộc chiến tranh lớn về sự ly khai được thêm vào một cuộc xung đột quốc tế lớn; sụp đổ toàn bộ của đế chế Tây Ban Nha sắp xảy ra. Các tổ chức xứ Catalunya liền tuyên bố thành lập nước Cộng hòa Catalunya liên minh với Pháp vào ngày 17 tháng 1, và người Pháp chiếm đóng Catalunya, bề ngoài là để trợ giúp quân nổi dậy. Đến năm 1643, người Pháp giành được chiến thắng rực rỡ khi đánh bại một trong những đạo quân thiện chiến nhất của Tây Ban Nha tại Rocroi, miền bắc nước Pháp; chấm dứt huyền thoại bất khả chiến bại của Tây Ban Nha.
Trong thập niên cuối cùng của Chiến tranh Ba mươi năm, quân đội Tây Ban Nha tại xứ Hà Lan Tây Ban Nha bị kẹp vào giữa cánh quân Pháp và Hà Lan, ít lâu sau người Pháp giành thắng lợi lớn tại Lens nhưng liên quân Pháp-Hà Lan không thể đập tan đạo quân khổng lồ xứ Flanders. Khi đàm phán hòa ước, Pháp cứ một mực loại trừ Tây Ban Nha nhưng đề nghị này đã bị các bên bác bỏ trong cuộc đàm phán. Chiếu theo Hòa ước Westphalia, Pháp đã giành được lãnh thổ ở miền Alsace, do đó làm gián đoạn con đường Tây Ban Nha; tại lễ ký kết hiệp ước, Tây Ban Nha công nhận nền độc lập của nước Cộng hòa Hà Lan nhưng ngay sau đó họ liền rời hội nghị khi tuyên bố rằng chẳng còn gì để đàm phán; thực sự là Tây Ban Nha được trả tiền để rời khỏi vị trí mà họ đã chiếm giữ trên sông Rhine. Diễn biến này có nghĩa là cuộc chiến giữa Pháp và Tây Ban Nha sẽ tiếp tục diễn ra thêm một thời gian nữa.
Ở nước Ý, Pháp đã chiến đấu với sự trợ giúp miễn cưỡng ít nhiều từ xứ phụ thuộc Piemonte chống lại Tây Ban Nha tại Công quốc Milano. Sự bại trận được thêm vào trong giai đoạn 1639–1642 bởi cuộc nội chiến Piemonte. Trận vây hãm Torino năm 1640 là một sự kiện nổi tiếng trong cả cuộc chiến này và cuộc xung đột Pháp–Tây Ban Nha. Năm 1646 một hạm đội Pháp dưới sự chỉ huy của Đô đốc Jean Armand de Maille-Brézé đã bị đánh bại trong trận Orbetello và đạo quân được Pháp gửi tới hỗ trợ cũng bị đẩy lui bởi presidio Toscana của Tây Ban Nha; Milano vẫn trụ vững dưới sự thống trị của Tây Ban Nha.

### Giai đoạn sau (1648–1659)

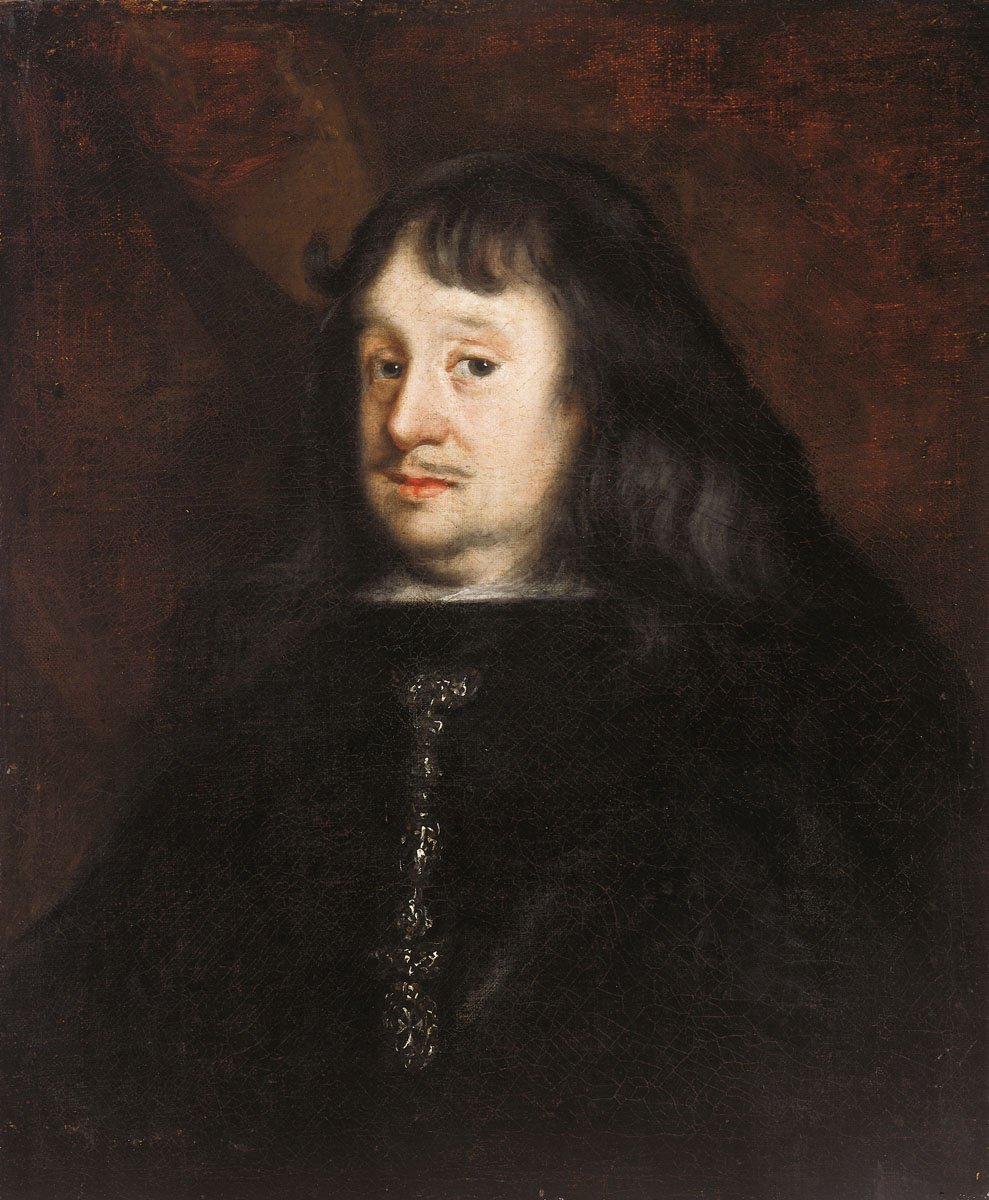
Don Juan José de Austria, Tướng chỉ huy quân Tây Ban Nha ở Valenciennes, 1656

Năm 1648 đã chứng kiến sự bùng nổ của một cuộc bạo loạn lớn chống lại vương quyền ở Pháp mà sử sách quen gọi bằng cái tên Fronde. Nội chiến ở Pháp tiếp tục cho đến năm 1653 với sự thắng thế của triều đình. Vào lúc kết thúc Fronde, toàn bộ đất nước mệt mỏi trước tình trạng hỗn loạn và phẫn nộ với giới quý tộc, tất thảy đều coi phe cánh của nhà vua như là đại diện cho một chính phủ trật tự và ổn định, và do đó sự biến Fronde đã dọn đường cho chính thể chuyên chế của vua Louis XIV. Cuộc chiến tranh nói chung do chính giới quý tộc Pháp khởi xướng vẫn tiếp tục nổi lên ở các xứ Flanders, Catalunya và nước Ý, bất cứ nơi nào mà một đơn vị đồn trú Tây Ban Nha và Pháp gáp mặt đối chọi lẫn nhau, và Condé cùng với đám tàn quân bại tướng đã công khai trước bàn dân thiên hạ là mình sẽ sang phụng sự vua Tây Ban Nha. "Fronde Tây Ban Nha" này gần như chỉ là một vụ quân sự thuần túy ngoại trừ một vài sự cố nổi bật diễn ra một cách chậm chạp. Tình hình quốc nội của Tây Ban Nha cũng chẳng khá khẩm gì hơn so với Pháp bên cạnh vụ "fronde" và chinh chiến ở Ý ra thì họ vẫn đang vướng bận việc trấn áp cuộc nổi dậy ở Bồ Đào Nha và vụ bạo loạn xứ Catalunya do Pháp hậu thuẫn. Người Tây Ban Nha đành phải tập trung nỗ lực chính nhằm khôi phục Thân vương quốc Catalunya và vài vùng lãnh thổ Ý khác nhau vì những lý do chiến lược; điều này đã giúp Bồ Đào Nha có thời gian củng cố công cuộc kháng chiến giành lại độc lập của họ.
Trong lúc tại Ý, cuộc chiến dọc theo biên giới giữa Piemonte và Công quốc Milano do Tây Ban Nha nắm giữ vẫn tiếp tục diễn ra. Hai lần trong khoảng thời gian 1647–1649 và 1655–1659, Pháp tìm mọi cách mở một mặt trận thứ hai chống lại Milano nhờ dựa vào liên minh với Công tước xứ Modena Francesco I d'Este, nhưng điều này không bao giờ đạt được kết quả mong muốn là phá vỡ phòng tuyến của Tây Ban Nha. Ở miền Nam, cuộc nổi dậy Napoli tan vỡ và lực lượng thân Pháp tại đây đã bị quân trú đóng Tây Ban Nha đánh đuổi vào năm 1648. Trên thực tế, tất cả các chiến dịch của Pháp ở Ý trong chiến tranh dự định cắt đứt con đường Tây Ban Nha nhưng đều chìm trong thất bại.

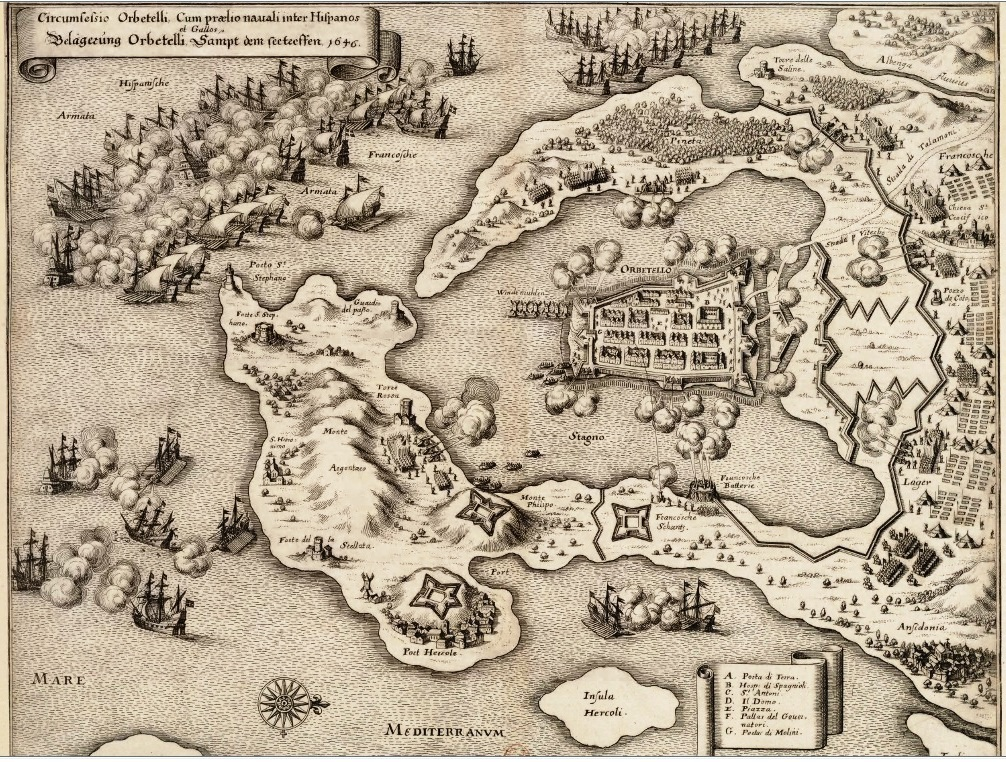
Cuộc phong tỏa Orbetello, tranh của Matthäus Merian

Tại Tây Ban Nha, Pháp bị vụ Fronde làm cho suy yếu nên không thể giữ vững xứ Catalunya chống lại cuộc tái chinh phục của quân Tây Ban Nha; nguyên nhân khiến Pháp bị sa lầy là khi người dân xứ Catalunya phát hiện ra rằng người Pháp thậm chí còn hách dịch hơn cả chủ cũ dòng Habsburg Tây Ban Nha và một số đã chuyển lòng trung thành của họ trở lại chế độ kiềm chế ở Madrid. Tận dụng lợi thế của các đơn vị quân Pháp, lực lượng Tây Ban Nha dưới sự chỉ huy của Đại công tước Leopold Wilhelm đã phá vây ra khỏi Hà Lan trong hai lần: lần đầu tiên gặp được sự trợ giúp phòng thủ đầy tận tình của nông dân địa phương; lần thứ hai thì đánh chiếm thành công một số pháo đài miền Bắc nước Pháp từ tháng 2 đến tháng 3 năm 1652. Mất đi sự ủng hộ của người dân xứ Catalunya, những tranh cãi nội bộ làm cho suy sụp và bị người Tây Ban Nha từ phía bắc đe dọa tiến công một lần nữa, người Pháp đã buộc phải rút hầu hết lực lượng của họ ra khỏi phía nam dãy núi Pyrénées. Tàn quân kháng chiến Catalunya và quân đội Pháp rút gần hết ở Barcelona đã ra hàng quân Habsburg Tây Ban Nha vào tháng 10 năm 1652. Người Tây Ban Nha vẫn còn bị phân tâm bởi cuộc chiến phục hồi ngôi vị Bồ Đào Nha, và mặc dù họ tiến hành cuộc chiến tranh lan ra miền bắc, vượt qua dãy núi Pyrénées tiến vào vùng Roussillon xứ Catalunya cũ, chiến đấu rời rạc và tiền tuyến được ổn định, việc lấy Pyrénées làm biên giới đã tỏ ra hữu hiệu. 
Đến năm 1653 sự kiệt quệ nhìn chung đã đạt đến điểm mà cả hai bên đều có thể thu thập nguồn tiếp tế cho phép họ đặt chân ra chiến trường cho đến tháng Bảy. Vào lúc này, ở gần Péronne, Condé đã đẩy Turenne vào thế bất lợi nghiêm trọng, nhưng ông không thể kích động viên tướng Tây Ban Nha, Bá tước Fuensaldaña với nhiều mối bận tâm nhằm bảo tồn binh lực của mình hơn là lập Condé làm Quản thừa cho vua Pháp, và các đạo quân cứ lại rút về dần mà không xảy ra chiến sự. Một sự biến trọng đại đã xảy ra vào năm 1654 là trận Công hãm và Giải vây Arras. Vào đêm ngày 24–25 tháng 8 một chiến lũy phong tỏa do hoàng thân dựng lên xung quanh nơi đó đã bị đại quân của Turenne chọc thủng một cách tài tình, và Condé cũng tỏ ra ngang tài ngang sức khi ông cho các quân đoàn bao vây được rút lui một cách an toàn dưới sự yểm trợ của một loạt cú xung kích của kỵ binh cầm gươm do chính ông chỉ huy. Năm 1655 Turenne chiếm được pháo đài Landrecies, Condé và St Ghislain. Năm 1656 hoàng thân Condé vì muốn trả thù cho lần đại bại ở Arras đã quyết định điều binh khiển tướng đánh phá chiến lũy của Turenne xung quanh Valenciennes (16 tháng 7), nhưng Turenne đã kịp thời rút quân của mình mà không làm xáo trộn hàng ngũ.

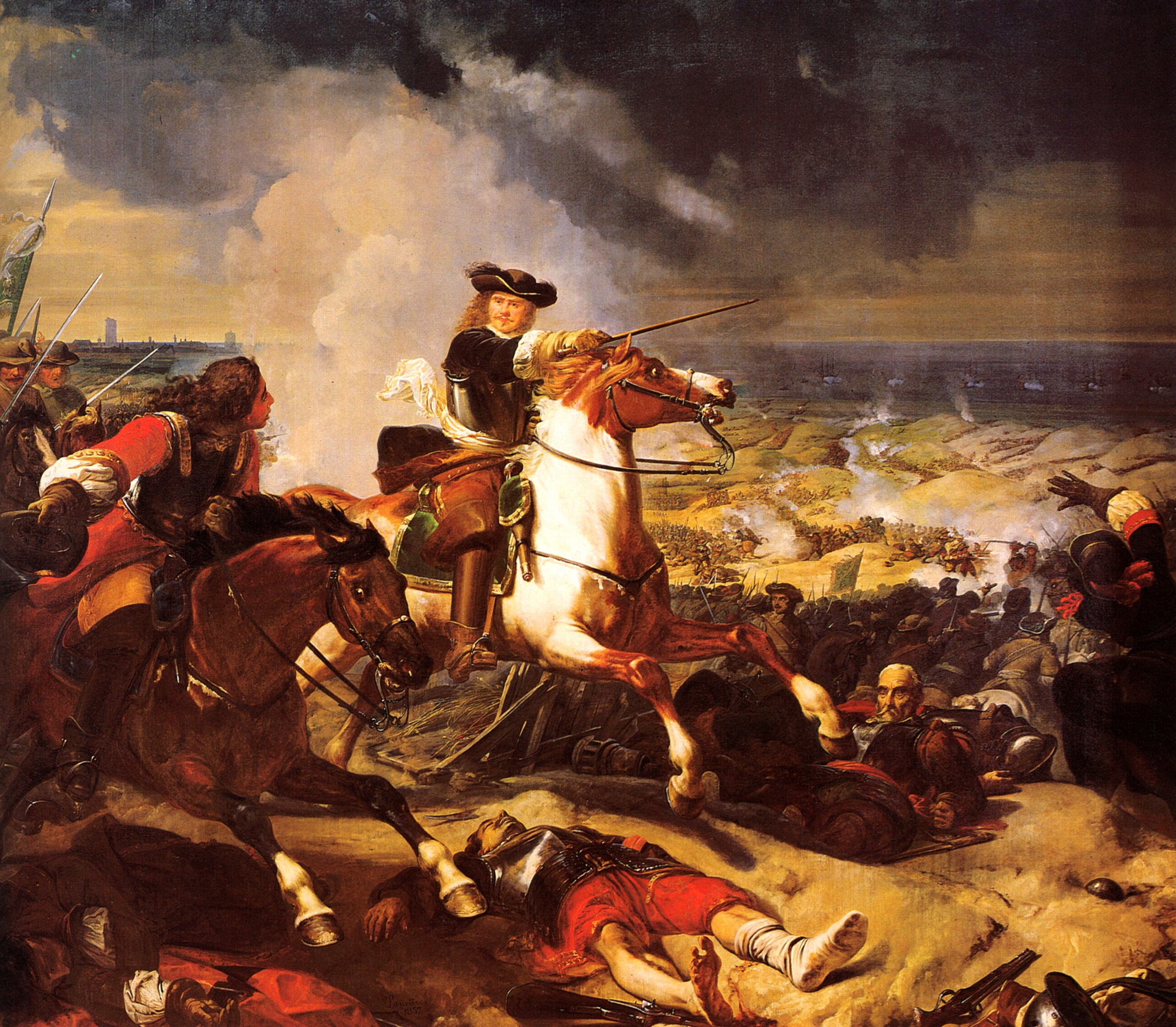
Trận Dunes, tranh của Charles-Philippe Larivière.

Kể từ khi nước Anh bước vào cuộc chiến với Tây Ban Nha, một liên minh Anh-Pháp chống lại Tây Ban Nha được thành lập khi Hòa ước Paris ký kết vào tháng 3 năm 1657. Chiến dịch năm 1657 chẳng có biến cố gì xảy ra, và chỉ được nhớ đến bởi sự có mặt của 3.000 lính bộ binh thiện chiến từng trải qua cuộc nội chiến Anh, do Cromwell gửi đến tuân theo Hòa ước liên minh với Mazarin của ông, là có dự phần vào trong đó. Sự hiện diện của đội quân Anh và mục đích rất rõ ràng của nó đã biến Dunkerque trở thành một Calais mới, sẽ được nước Anh chiếm giữ mãi mãi, đã ban cho chiến dịch tiếp theo một đặc tính chắc chắn và quyết định đó vốn hoàn toàn vắng mặt trong các giai đoạn sau của cuộc chiến này.
Dunkerque đã bị bao vây một cách nhanh chóng bằng sức tiến công mạnh mẽ, tới khi Don Juan xứ Áo và Condé xuất hiện với đạo quân cứu viện đến từ Veurne, Turenne mạnh dạn tiến quân lên đường giáp chiến. Cuộc gặp gỡ giữa hai bên đã biến thành trận Dunes (Các Đụn Cát) diễn ra vào ngày 14 tháng 6 năm 1658, là bước thí nghiệm quân lực thực sự đầu tiên kể từ sau trận Faubourg St Antoine. Trận đánh này dẫn đến kết quả liên quân Anh-Pháp đại thắng quân thù, đồng thời cũng khiến người Tây Ban Nha mất hết hi vọng vào một thắng lợi trên chiến trường. Dunkerque thất thủ và được bàn giao cho nước Anh như người Pháp đã hứa. Nó vẫn còn nằm dưới sự cai quản của nước Anh mãi đến khi Charles II bán lại cho Louis XIV vào năm 1662. Một chiến dịch rời rạc cuối cùng sau năm 1659 đã kết thúc khi người Tây Ban Nha đẩy lùi bước tiến của quân Pháp tại Ý.

## Hậu quả

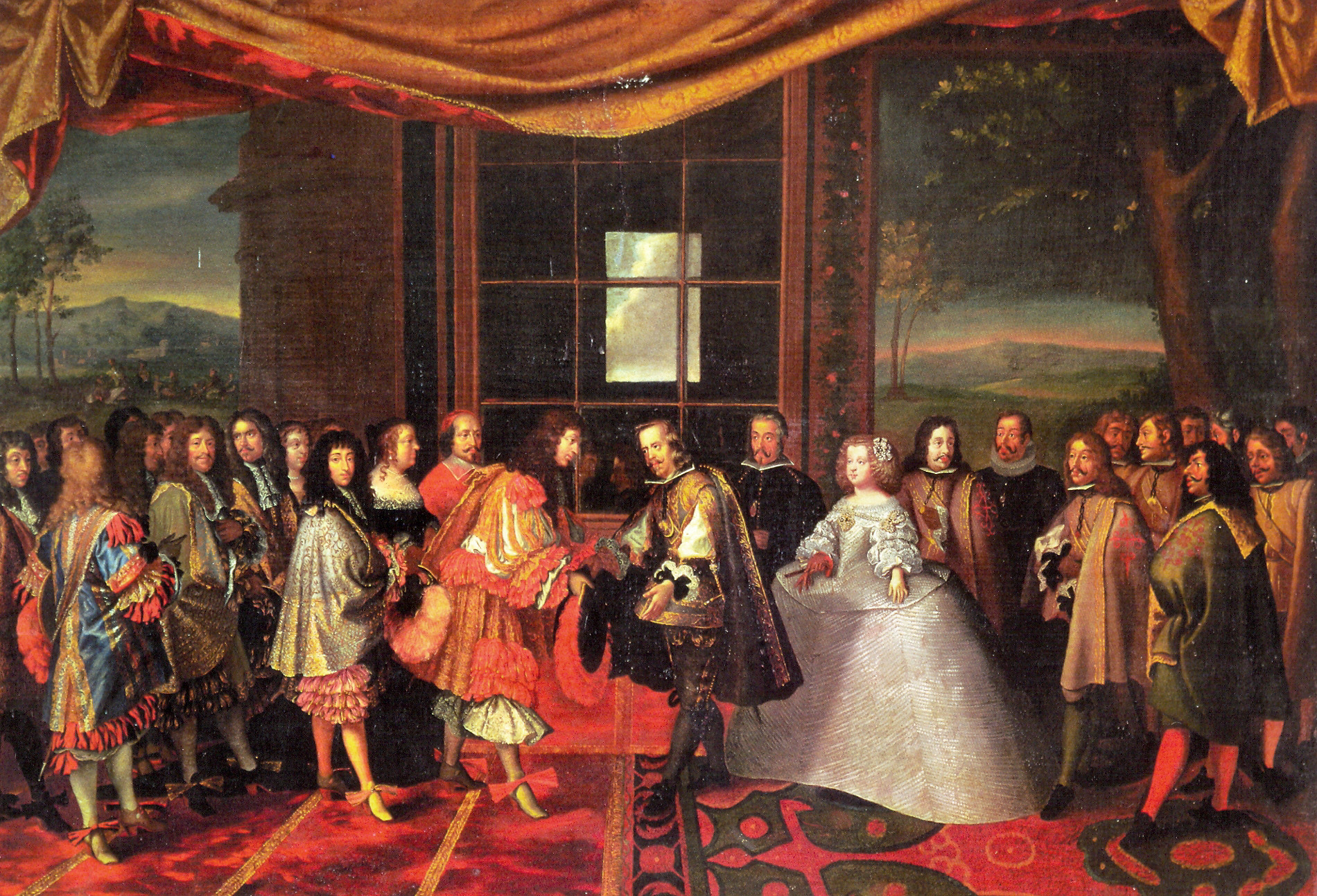
Buổi hội đàm giữa vua Pháp Louis XIV và vua Tây Ban Nha Felipe IV tại Đảo Pheasant.

Hòa ước Pyrénées chính thức được hai bên ký kết vào ngày 5 tháng 11 năm 1659. Hòa ước này đã tạo cho Pháp cơ hội giành được các vùng lãnh thổ và các khu vực nhỏ hơn dọc biên giới với Hà Lan Tây Ban Nha. Đổi lại, Pháp đồng ý chấm dứt hỗ trợ vương quốc ly khai Bồ Đào Nha trong Chiến tranh Phục vị Bồ Đào Nha. Ngày 27 tháng 1 năm 1660 Quận công de Condé đã thỉnh cầu và được tiếp kiến tại Aix-en-Provence trước sự tha thứ của vua Louis XIV. Sự nghiệp sau này của Turenne và Condé trong vai trò là những vị tướng lừng lẫy cũng đều là những thần dân tuân phục vị chúa thượng của họ. Tóm lại, Hòa ước Pyrénées là một thắng lợi lớn cho Pháp: lãnh thổ nước này được mở rộng thêm bằng các miền Roussillon, Artois và một loạt các cứ điểm nối liền Gravelines đến Thionville, một số cứ điểm trên sông Meuse. Pháp thực sự đã trở thành cường quốc mạnh nhất châu Âu sau khi đã lần lượt chế ngự cả dòng Habsburg Áo lẫn dòng Habsburg Tây Ban Nha.